# 20296 Shayestorm
20296 Shayestorm (1998 FL76) là một tiểu hành tinh vành đai chính được phát hiện ngày 24 tháng 3 năm 1998 bởi nhóm nghiên cứu tiểu hành tinh gần Trái Đất phòng thí nghiệm Lincoln ở Socorro. Tênd for Shaye Storm, an Intel Science Talent Search finalist from Midwood High School ở Brooklyn College.